# Nicolás Tanco Bosmeniel
Nicolás Manuel Tanco Bosmeniel Fieschi (La Habana, 6 de diciembre de 1774-1841) fue un noble y político español, considerado prócer de la independencia de Colombia.
Fue consejero del presidente Simón Bolívar, del cual fungió como ministro de Hacienda.

## Biografía
Nació el 6 de diciembre de 1774 en La Habana, hijo de Diego Martin Tanco, español de Sevilla, y de María Josefa Bosmeniel y Fieschi, de una familia noble de Jénova.
Criado en la Nueva Granada. Figuró entre los primeros partidarios de la independencia de la actual Colombia, luego fue ministro de Hacienda de la Gran Colombia y parte del consejo de El Libertador Simón Bolívar.